# شخصيات أوفرواتش
لعبة تصويب منظور الشخص الأول الجماعية أوفرواتش التي طورتها بليزارد إنترتينمنت وصدرت في مايو 2016 تضم 28 شخصية (بطل) قابلة للّعب وعدة شخصيات داعمة كجزء من سرد اللعبة الذي يُحكى خارجها من خلال وسائل الإعلام المتحركة والقصص المصورة الرقمية.

صورة ترويجية لأول 24 شخصية قابلة للّعب في الذكرى السنوية الأولى لإصدار أوفرواتش

تجري أحداث أوفرواتش على كوكب الأرض في «المستقبل القريب» خلال السنوات التي تلت «أزمة الأومنِك»، وهي فترة انتفضت فيها الروبوتات (تدعى «أومنِكس») حول العالم وشكلت الأمم المتحدة مجموعة نخبة تدعى «أوفرواتش» لقتالها. انفضَّت أوفرواتش بعد سنوات في ظل سحابة من الشك، ولكن عاد أعضاؤها السابقين إلى الواجهة نظرًا إلى بزوغ تهديدات جديدة للبشرية. أرادت بليزارد إنشاء مجموعة متنوعة من الشخصيات كي تعكس نظرة إيجابية على هذا المستقبل القريب، وتضمين شخصيات غير بشرية وسمات شخصية غير قياسية. صدرت اللعبة بـ21 شخصية مع إضافة أحد عشر
غيرها منذ إطلاقها. بالإضافة إلى ذلك، يخضع العديد من الأبطال المستقبليين لمراحل تصميم النماذج الأولية.
ثمان شخصيات، لوسيو وترَيسر وزاريا وگينجي وديڤا وجَنكرات وهانزو، ظهرت كأبطال قابلين للّعب في لعبة بليزارد المشتركة، هيروز أوف ذا ستورم.

## نظرة عامة على اللعب
في المقام الأول، فإن أوفرواتش هي لعبة تصويب منظور شخص أول جماعية ومثال على لعبة «تصويب أبطال» حيث يختار اللاعبون واحدة من عدة شخصيات بطلة مصممة سابقًا طورتها بليزارد من أجل اللعبة. وتشمل أوفرواتش طوريّ اللعب العابر والتنافسي بالإضافة إلى مختلف الأطوار الرِواقية حيث تنطبق قواعد خاصة. تجمع معظم أطوار اللعب فريقين مكونَين من ستة لاعبين في مباراة واحدة ويتنافسان في واحدة من عدة أنواع لعب قائمة على تحقيق الأهداف في خرائط مختارة عشوائيًا، بما في ذلك السيطرة على نقاط تحكم ومرافقة حمولات.
تبدأ كل مباراة باختيار كل لاعب لإحدى الشخصيات المتوفرة. تنقسم شخصيات اللعبة إلى ثلاث فئات: ملحقو الضرر Damage، المدرّع Tank، والدعم Support. تُلحق الشخصيات الهجومية غالبية الضرر العدواني لصالح الفريق. شخصيات الدفاع مهيأة لحراسة الأهداف ووقف تقدم العدو. تستطيع الشخصيات المدرّعة امتصاص كميات كبيرة من الضرر بالنيابة عن أعضاء الفريق الآخرين، وشخصيات الدعم تتشارك في حيازة قدرات على الشفاء وتأثيرات مماثلة لصالح الفريق أو ضد الأعداء. سوف تحذر اللعبة الفِرق إن كانت اختياراتهم غير متوازنة على مستوى الفئات المتوفرة وبعض أطوار اللعب اختيار أبطال مختلفين. يستطيع اللاعبون تغيير شخصياتهم خلال خوض المباراة بعد مقتلهم أو بعد عودتهم إلى قاعدة الفريق.
لدى كل شخصية بطلة سمات مختلفة جذريًا مثل الصحة وسرعة الحركة وهجمة أساسية واحدة ومهارة واحدة فريدة من نوعها على الأقل. بالإمكان استخدام هذه المهارات مرارًا وتكرارًا بعد انقضاء مهلة فترة التباطؤ لكل مهارة. كما لكل شخصية مهارة قصوى واحدة على الأقل يُتاح استخدامها بعد امتلاء العداد إما ببطء مع مرور الزمن أو عن طريق إجراءات أخرى مثل قتل الخصوم أو شفاء الحلفاء. بعد استخدام المهارة القصوى، يجب على اللاعب الانتظار حتى امتلاء العداد مرة أخرى.
الفوز بالمباريات يُكسب اللاعب نقاط خبرة ترفع مستوى خبرته الاستراتيجية. كما يظفر اللاعب بصندوق غنائم كلما اكتسب مستوى خبرة جديد، وهذه الصناديق تحوي تشكيلة عشوائية من جلود الشخصيات والتعابير والعبارات الصوتية ومواد تجميلية أخرى لكل شخصية لا تؤثر على مجرى اللعب. يمكن للّاعبين أيضًا شراء صناديق الغنائم باستخدام أموال حقيقية. وفرت بليزارد محتويات مجانية بعد إصدارها للّعبة مثل الخرائط والشخصيات. كما طرحت بليزارد مناسبات موسمية محدودة تقدم مواد تجميلية من خلال صناديق الغنائم والخرائط الموسمية وأطوار اللعب.

## نظرة عامة على الشخصيات
تضمنت أوفرواتش 12 شخصية في البداية عند الإعلان عن اللعبة خلال مؤتمر بليزكون في نوفمبر 2014، ولكن العدد تضاعف إلى 21 في المؤتمر الذي يليه. تُحرك الشخصيات اللعبة ولاحظ المراجعون تركيز أوفرواتش على الفروق الفردية بين الشخصيات الواقعة في ذات الفئة (على سبيل المثال، بين قناصَين) مما يشكل خروجًا عن ألفة نماذج ألعاب التصويب المبنية على الفئات السائدة. كما أثنى النقاد بشدة على تصميم اللعبة السهل وتصميم الشخصيات المفصّل ودورهما في نجاح اللعبة العام.
على غرار إطلاق شركة فالف الأولي للعبة تيم فورتريس 2 بغياب طور لعب مكرّس لقصة اللعبة، فإن بليزارد تسرد حبكة أوفرواتش وقصص شخصياتها من خلال وسائط خارج اللعبة مثل الأفلام القصيرة المتحركة والأحداث الإعلامية للشخصيات والتغريدات والقصص المصورة. تتمحور قصة اللعبة حول فردية تقنية حيث جمعت البشرية فريقًا مكونًا من أفضل أبطالها تحت منظمة تُسمى «أوفرواتش» لمحاربة ذكاء اصطناعي مارق وجيش روبوتي مكون من الأومنِكس خلال حادثة سُميت لاحقًا بـ«أزمة الأومنِك». بعد الانتصار في معركتهم، حافظ أعضاء منظمة أوفرواتش على السلام لحوالي ثلاثة عقود قبل أن يؤدي الاقتتال الداخلي إلى انفضاضها. تجري أحداث اللعبة حوالي 60 عامًا في المستقبل خلال فترة انزلق فيها العالم إلى حالة من الفوضى واستُدعي أعضاء أوفرواتش القدامى بالإضافة إلى حلفاء جدد للمساعدة في الحفاظ على السلام. من ضمن أعداء أوفرواتش منظمة تالون، وهي شبكة إجرامية عالمية تسعى وراء الثروة والقوة.
في أوائل عام 2016، أصدرت بليزارد عدّات إعلامية تحوي تفاصيل دقيقة للشخصيات من أجل الرسامين المعجبين باللعبة وفناني الكوزبلاي. قبيل صدور اللعبة، أفاد موقع بورن هاب بزيادة في عمليات البحث عن المواد الإباحية خصوصًا تلك المتعلقة بشخصيات أوفرواتش. أرسلت شركة حماية للملكية الفكرية طلبات إزالة متعددة إلى مواقع تتضمن هذه الفيديوهات وغيرها من المواد المثيرة التي أُنشِئت باستخدام برنامج سورس فيلم مَيكر.

## التطوير
طورت بليزارد أوفرواتش بعد إلغاء لعبة تقمص الأدوار كثيفة اللاعبين على الإنترنت تدعى تايتن، مشروع استمر العمل عليه لعدة سنوات. كُلفت إحدى الفِرق الصغيرة العاملة على تايتن بمهمة استحداث مشروع جديد وتوصل إلى فكرة لعبة تصويب من منظور الشخص الأول تركز على العمل الجماعي باستلهام من لعبة تيم فورتريس 2 والشعبية المتزايدة لألعاب حلبات المعارك الجماعية عبر الإنترنت ومن خلال وحدة فريقهم التطويري الذي أدى لرفع معنوياتهم بعد إلغاء تايتن.
استقر فريق التطوير على حبكة تقع أحداثها في المستقبل القريب على كوكب الأرض بعد حدث كارثي عالمي: أزمة الأومنِك التي انتفضت فيها روبوتات (تدعى «أومنِكس») متمردة ضد البشرية حتى أوقفتها مجموعة حفظ سلام معروفة باسم أوفرواتش. باختيارهم لهذا الموضوع العالمي، أراد المطورون ابتكار مجموعة شخصيات قابلة للّعب متنوعة الأعراق والنوع الاجتماعي (الجنسانية أو الجندر)، بما فيها الذكور والإناث والشخصيات غير البشرية مثل غوريلا وروبوتات. وكانت الحاجة إلى شخصيات متنوعة ماسّة بالنسبة للمطورين، حيث تعرضت بعض ألعاب بليزارد السابقة للانتقاد في الماضي بسبب افتقارها لهذه الميزة. كما أوضح متزين أنه حتى ابنته سألته لماذا تبدو جميع شخصيات ووركرافت النسائية وكأنها لا ترتدي إلّا المايوه. قال متزين: «خصوصًا بشأن أوفرواتش، كنا على دراية بهذه القضية طوال العام الماضي كي نحاول ألّا نفرط في إضفاء الطابع الجنسي على الشخصيات النسائية.» أوضح مخرج اللعبة جيف كابلان أن صناعة ألعاب الفيديو «بشكل واضح في عصر حيث اللعب للجميع»، وأكمل قائلًا: «بشكل متزايد، فإن الناس تريد الشعور بأنها ممثَلة من جميع مناحي الحياة، الأولاد والبنات، الجميع. نشعر بأننا مدينون وإنه يجب أن نبذل قصارى جهودنا من أجل الوفاء بذلك». بالإضافة إلى ذلك، صرحت بليزارد في مؤتمر بليزكون 2016 أن بعض الشخصيات من مجتمع الميم (مجتمع المثليات والمثليين ومزدوجي الميل الجنسي ومغايري هوية النوع الاجتماعي) دون أن يحددوا من هي حينها. أيضًا صرحت بليزارد أنه «كما هو الحال مع أي من جوانب خلفيات شخصياتنا، فإن توجهها الجنسي جزء واحد فقط مما يجعل أبطالنا على ما هم». ومنذ ذلك الحين، تبين أن ترَيسر على علاقة رومانسية مع امرأة أخرى من خلال إحدى القصص المصورة المرافقة للّعبة التي نشرتها بليزارد عبر الإنترنت.
تصور الفريق هذه الشخصيات كأبطال خارقين في هذا السرد ولكل منها قدرات وخلفيات قصصية وشخصيات خاصة مستقلة لكنها تناسب قصة اللعبة الموسعة. هذه الفكرة تُرجمت إلى كون الشخصيات عملاء للّعبة، حيث قال متزين أنها لا تزال تعبّر عن «البطولية والشعور» اللتان تبثانه قصص الأبطال الخارقين. لم يرد الفريق أن تكون أي من الشخصيات شريرة وحسب، ولكنهم طوروا بعضها، مثل الجندي: 76، ليكون لها غرض غير مؤكد بداخل السرد.

## الأبطال ملحقو الضرر

### باستيُن (Bastion)
باستيُن هو روبوت قتالي أصبح مستكشفًا. يمكن له التحول بين وضع متحرك مجهز بمدفع رشاش (كونفيغُرَيشن: ريكون «هيئة: استطلاع» Configuration: Recon) ووضع ثابت مجهز ببندقية غاتلِنغ (كونفيغُرَيشن: سَنتري «هيئة: حارس» Configuration: Sentry). لديه أيضًا القدرة على الدخول إلى وضع إصلاح ذاتي لاستعادة ما فقده من الصحة بسرعة. مهارته القصوى هي كونفيغُرَيشن: تانك «هيئة: دبابة» Configuration: Tank، والتي تسمح له بالمشي على عجلات وإطلاق نيران متفجرة من مدفع ذو تجويف أملس لفترة قصيرة من الزمن.
باستيُن هو آلي مقاتل من طراز «آلي حصار إي 54» لمختبرات أس أس تي مصمَّم في الأصل لأغراض حفظ السلام. خلال أزمة الأومنِك، نُشرت هذه الآليات للاستخدام ضد صانعيها من البشر لتصبح رمزًا لفظائع الحرب. أُصيب باستيُن بضرر بالغ في الميدان خلال الأيام الأخيرة للحرب وتُرك هاجعًا وعرضة لعناصر الطبيعة. لأكثر من عقد من الزمن، نمت فيه حياة نباتية وأعشاش حيوانات صغيرة حتى أُعيد تنشيطه بشكل غامض. سحرت الطبيعة باستيُن ولكن برنامجه القتالي سيطر عليه كلما واجه أي شيء يُنظر إليه على أنه تهديد. نظرًا للصراعات القائمة مع البشر الخائفين، فإن باستيُن يتجنب المناطق المأهولة إلى حد كبيرة ويفضل استكشاف البرية. وعادة ما يرافقه طائر صغير يدعى غانيميد.
باستيُن هو محل تركيز الفيلم المتحرك القصير «باستيُن الأخير» (ذا لاست باستيُن) "The Last Batstion" الذي يُظهِر اللحظات التي أعاد فيها غانيميد تشغيله.
يؤدي صوت باستيُن كريس متزين.

### دومفِست (مدرعون) (Doomfist)
دومفِست هي شخصية متعددة الأجيال ولقب توارثته ثلاثة أشخاص لعبوا دورًا في حرب الأومنِك بداخل قصة اللعبة. استغل الثلاثة هذا اللقب من أجل أغراض مختلفة للأفضل أو للأسوأ، مما أثمر عن تصورات مختلفة للّقب. وتُدعى هذه التصورات الثلاث المخلِّص Savior والآفة Scourge والخلَف Successor. استخدم كل منها قفازًا يمكن أن يطلق العنان لضربة قوية قادرة على إسقاط ناطحة سحاب. الحامل الحالي للّقب هو الخلَف، أكاندَيه أوغانديمُو المولود في نيجيريا. أوغانديمُو، ابن رجل أعمال ثري يخوض في مجال الروبوتيات، استغل وقت فراغه في تعلم أساليب القتال الإفريقية مثل الدامبَيه إضافةً إلى فنون قتالية أخرى، مما أكسبه سمعةً في المسابقات الاحترافية. فقد ذراعه اليمنى في حرب الأومنِك، لكن أباه استطاع تزويده بذراعٍ صناعية منعته من المشاركة في المباريات الاحترافية. جنّد أكِنجيدَيه آدَيَيمي، الآفة، أوغانديمُو إلى صفوف منظمة تالون كحامل لقب دومفِست المقبل من أجل استخدام مهاراته للمساعدة في غاراتهم بمدينة نومباني. كانت لدى أوغانديمُو رؤية أكبر وقتل آدَيَيمي وحمل لقب دومفِست لقيادة تالون نحو عمليات تدمير عالمية أكبر. قبضت عليه أوفرواتش قبل أن يتمكن من بدء خطته، لكنه هرب من سجن الحراسة المشددة مؤخرًا بمساعدة تالون واسترجع قفاز دومفِست.
لدى دومفِست مدفع يدوي Hand Cannon يطلق رشقات نارية على مدى قصير وتتجدد ذخيرته مع مرور الوقت، لكن معظم قدراته مستمدة من قفاز دومفِست Doomfist Gauntlet. يستطيع دومفِست شحن لكمة صاروخية Rocket Punch تسمح له بالاندفاع للأمام ولَكْم خصومه مما يدفهم إلى الوراء، والصفق المزلزل Seismic Slam الذي يهز الأرض ويدفع بالأعداء الخاضعين له نحو دومفِست لمسافة قصيرة، واللكمة الصاعدة Rising Uppercut التي تجعل العدو يحلق في الهواء مع إحداث ضرر به. مهارة دومفِست القصوى هي هجمة النيزك Meteor Strike التي تجعله يطير في الهواء ثم يرتطم بالأرض، مما يلحق ضررًا بالغًا بجميع الأعداء الواقعين على مداها ودفعهم إلى الخلف مسافة قصيرة.
تواجد مبدأ شخصية دومفِست منذ أول عرض سينمائي للّعبة حيث يتنازع أبطال أوفرواتش من أجل السيطرة على القفاز. في تطوير إضافي للشخصية، وصف كريس متزين دومفِست كـ«بطل أجيال» على غرار البرق والفانوس الأخضر. صُممت خريطة نومباني حول دومفِست، من ضمنها عرضٌ متحفي وضم القفاز كجزء من هدف حمولة تلك الخريطة. في التحديث الذي أضاف أوريسا إلى اللعبة، تم تعديل خريطة نومباني لتُظهر هجمةً مدمرة وسرقة القفاز من الحمولة.
منذ الإعلان عن لعبة أوفرواتش، تكهّن البعض بأن دومفِست سيصبح شخصية قابلة للّعب في المستقبل. زادت التكهنات عندما عرض الممثل تيري كروز أن يؤدي صوت دومفِست من أجل بليزارد. بدأت بليزارد بالتشويق لشخصية دومفِست عبر وسائل إعلامها الاجتماعي في يوليو 2017 في استمرارٍ لنمطها المؤدي إلى التعريف بالأبطال الجدد بعد صدور اللعبة. تم الإعلان عن دومفِست رسميًا كالشخصية الخامسة والعشرين للّعبة وأصبح قابلًا للّعب على كافة المنصات يوم 27 يوليو 2017.
يؤدي صوت دومفِست سار نغاوجاه.

### قنجي (Genji)
قنجي شيمادا هو نينجا وسايبورغ ياباني ذو أسلوب لعب رشيق وقتال يدوي يصعب تعلمه، لكنه شعبي بين أوساط اللاعبين الجدد المعجبين بتصميمه كنينجا. في قصته الخاصة، يتحول گينجي من كسول إلى بطل خارق. أمرت عائلته - عائلة شيمادا الإجرامية اليابانية - أخيه الأكبر وشخصية أوفرواتش الأخرى هانزو بقتل گينجي كردة فعل على سلوكه الأناني والتلذّذي. ولكن قبل أن يموت، أعادت طبيبة أوفرواتش ميرسي گينجي إلى الحياة على هيئة سايبورغ. بعد إخماد الذكاء الاصطناعي المارق (أزمة الأومنِك)، ترك گينجي فريق أوفرواتش من أجل التصالح مع جسده الجديد بتوجيه من طبيبة أوفرواتش زنياتا. تحكي بليزارد قصة مقابلة گينجي لأخيه هانزو وجهًا لوجه في فيلم رسوم متحركة قصير. تتضمن خريطة هانامورا، والتي تقع في اليابان، نصبًا تذكاريًا لگينجي في ما يفترض أنه مجمّع لعائلة شيمادا.
طريقة هجوم گينجي الرئيسية هي رمي ثلاثة أسلحة شوريكين إما في تتابع سريع أو في وقت واحد بانتشار أفقي. قدراته هي سوِفت سترايك (هجمة سريعة) Swift Strike، اندفاع سريع منطلِق بنطاق هجومي جيد، ودِفلَكت (انحراف) Deflect، وهي موقف دفاعي يرد المقذوفات نحو الأعداء مرة أخرى لفترة وجيزة. خفة حركته السايبورغية تسمح له بالقفز المزدوج والجري على الجدران. مهارة گينجي القصوى هي دراغونبلَيد (نصل التنين) Dragonblade، والتي تستبدل الشوريكين بهجمات يدوية شعواء مؤقتة. من ناحية أسلوب اللعب، فإن گينجي متسلل يهاجم الأعداء من الجوانب ومن الخلف، وأنسب استخدام له هو في معارك واحد ضد واحد. بما أن تباطؤ هجمة سوِفت سترايك يُعاد إلى ما كان عليه بعد تسجيل عملية قتل، فمن الأفضل استخدامها كخطوة تشطيب. تستطيع قدرة دِفلَكت التصدي للعديد من المهارات القصوى، من ضمنها هجمة تاكتِكَل ڤايزَر للجندي: 76 أو دَدآي لمَكريّ. في حين أن بعض الشخصيات تعمل بشكل أفضل عند الاقتران بزميل معّين، فإن گينجي يعمل بشكل أفضل وحده. لدى گينجي أفضلية أمام الشخصيات ذوات الأبراج النارية مثل باستيُن وتوربيُرن وهو فعّال في الهجمات الجانبية ضد القناصة. گينجي سريع التأثر ضد الشخصيات التي تملك أسلحة طاقة تتجاوز انحرافه مثل سيميترا ووِنستُن وزاريا. بما أن گينجي يعتمد على هجمة دِفلَكت، فإن الطريقة الشائعة للتصدي له هي تحفيزه على تفعيلها ومن ثم الهجوم عند تباطؤها.
بدأت أقلية صاخبة من اللاعبين بالشكوى ضد موازنة قدرات گينجي مع شخصيات أخرى في أغسطس 2016، حيث تمحورت استراتيجيات الفريق حول قدراته المكتشفة عندما حدت من قدرات الشخصيات الهجومية الأخرى. أعادت بليزارد توازن گينجي في وقت لاحق من نفس الشهر عن طريق الحد من قدراته. في نهاية عام 2016، عرضت بليزارد جلدة «أوني» خاصة كترويج للّاعبين الذين أيضًا يلعبون لعبة الساحات القتالية الجماعية هيروز أوف ذا ستورم. تمت إضافة گينجي كإحدى أبطال هيروز أوف ذا ستورم يوم 25 أبريل 2017.
يؤدي صوت گينجي غاكو سبَيس.

### هانزو (Hanzo)
هانزو هو قاتل مأجور ومرتزق ياباني. إنه يحمل قوسًا مع سهام مخصصة، بما في ذلك السهام الصوتية للكشف عن الأعداء والسهام المبعثرة لضرب أهداف متعددة عن طريق الارتدادات. كما أنه قادر على تسلق الجدران، مما يمكّنه من الوصول إلى نقاط المراقبة. مهارته القصوى هي دراغونسترايك (هجمة التنين) Dragonstrike التي تطلق العنان لروح تنين ملتف يستطيع المرور من خلال العقبات لإلحاق ضرر على مساحة واسعة.
هانزو هو الأخ الأكبر لگينجي ووريث زعيم عشيرة شيمادا. وقد تتلمذ منذ سن مبكرة من أجل تولي زعامة العشيرة ليصبح محاربًا ماهرًا وراميًا فضلًا عن براعته في التخطيط. عندما توفي والده، وجه شيوخ العشيرة لهانزو بأن يحث گينجي على التماشي مع نظام العائلة. وعندما رفض گينجي ذلك، اشتبك الأخَوان، مما أدى إلى ما بدت وكأنها وفاة گينجي. قرر هانزو التخلي عن العشيرة بعد شعوره بالذنب والأسى وسافر حول العالم في محاولة لاستعادة شرفه.
هانزو محور الفيلم المتحرك القصير «التنانين» Dragons، حيث يزور قصر عائلته في ذكرى مبارزته مع گينجي ويترك قرابينًا في ضريح القصر تكريمًا لذكرى أخيه.
يؤدي صوت هانزو بول ناكاؤوتشي.

### جَنكرات (Junkrat)
جَنكرات هو مرتزق وفوضوي أسترالي. إنه يحمل قاذفة قنابل يدوية ويستخدم فخاخ الدببة وألغام الارتجاج المفعّلة عن بعد. عند قتله، تنطلق عدة قنابل يدوية من جسده في محاولة أخيرة للانتقام من مهاجميه. مهارة جَنكرات القصوى هي ريبتايَر (الإطار القاتل) RIP-Tire، وهي عجلة شاحنات ذاتية الحركة محملة بالمتفجرات يستطيع توجيهها وتفجيرها يدويًا.
بعد أزمة الأومنِك، تم تفجير «أومنيوم»، وهو ذكاء اصطناعي رقابي يوجه الأومنِكس كجزء من خلية عقل واحدة، في مناطق أستراليا النائية مما حوَّلها إلى أراضٍ قاحلةٍ مشعة. تعيش في الأنقاض مجموعة «الجَنكرز» Junkers، وهم زبّالون ومرتزقة من ضمنهم جَيمِسون فوكس. أيقظت فيه آثار الإشعاعات شعورًا بالجنون سرعان ما تطور إلى هوس بالحرائق. في قلب الأومنيوم المدمر، وجد جَنكرات سرًا قيمًا جعله هدفًا لصائدي المكافآت والعصابات المنافسة. توصل جَنكرات إلى اتفاق مع المُنَفِّذ رَودهوغ الذي وافق على أن يصبح حارسه الشخصي مقابل نصف الأرباح المكتسبة من بيع مكتشفاتهما.
طورت بليزارد جَنكرات لتحقيق التوازن ضد أبراج توربيُرن.
يؤدي صوت جَنكرات كريس بارسون.

### مَكريّ (McCree)
جيسي مَكريّ هو صائد جوائز أميركي ومدافع عن العدالة بسِمات ومظهر مستوحيَن من الغرب المتوحش. تحمل شخصيته مسدسًا دوّارًا من طراز Peacekeeper وهجمته الأساسية طلقات نار فردية بدقة عالية على مسافة متوسطة، وهجمته البديلة تسمح له بتفريغ أسطوانة المسدس بأكملها على مسافة قريبة وطلقات سريعة مع فقدان بعض الدقة تدعى فان ذا هامَر (إفراغ الأسطوانة) Fan the Hammer. كما يستطيع مَكريّ تفادي الهجمات بسرعة باستخدام قدرة كومبات رول (الدحرجة القتالية) Combat Roll والتي أيضًا تعيد تلغيم مسدسه على الفور، ويستطيع رمي قنبلة صوتية Flashbang على مسافة قصيرة تشلّ أعداءه وتحد من قدراتهم. مهارة مَكريّ القصوى هي دَدآي (الطلقة المميتة) Deadeye، والتي تسمح له بصفّ طلقات نارية مسددة على رأس كل عدو في مرمى نظره والضرر الناتج يتناسب مع الوقت الذي يقضيه في التصويب. يعتبر مَكريّ إحدى أسهل الشخصيات في تعلم استخدامها ويساهم في ذلك دمج هجمتيّ Fan the Hammer والقنبلة الصوتية التي تستطيع قتل معظم الخصوم ذوي الصحة المنخفضة أو المتوسطة في ضربة واحدة.
في سرد قصة أوفرواتش، جاء جيسي مَكريّ من مدينة سانتا فَيّ بولاية نيومكسيكو وهو عضو سابق في عصابة الجمود Deadlock Gang، مجموعة من مهربي الأسلحة العسكرية تعمل في جنوب الغرب الأميركي. تم القبض عليه هو ورفاقه في عملية خاصة لمنظمة أوفرواتش، وقدموا له خيارين: إما السجن، أو الخدمة في بلاكواتش، قسم أوفرواتش للعمليات السوداء. اختار مَكريّ الخيار الثاني ظنًا منه أنه قد يستطيع التكفير عن جرائمه السابقة وأنه سيتمتع بقلة رقابة بيروقراطية. عندما بدأت أوفرواتش بالانهيار وسعت بلاكواتش لإصلاحها من أجل غاياتها الخاصة، اختفى مَكريّ ثم ظهر بعد سنوات كحامل سلاح مأجور.
كان مَكريّ واحدًا من الشخصيات القليلة التي طوِّرَت من أجل اللعبة بناءً على صورة نمطية غالبًا ما كانت تقارَن بـ«الرجل الذي لا اسم له»، لكنهم طوروا شخصيته وخلفيته من أجل احتضان تلك الصورة النمطية. أرادت بليزارد لمَكريّ أن يكون بطلًا قويًا ضد الخصوم الرشيقين وأن يواجه قدراتهم على مسافة قريبة، وفقًا لجَف غودمان. ولتحقيق ذلك، تعرض مَكريّ لسلسلة مربكة من التعزيزات والإضعافات في الشهور التي تلت إصدار اللعبة الأولي، الأمر الذي دفع البعض إلى أن يطلقوا عليه مازحين لقب «أكثر شخصية محيّرة» في اللعبة. في البداية، كمية الضرر التي تلحقها قذائفه وتعددية استعماله في جميع المسافات جعلته خيارًا شعبيًا لكل الحالات، ولكن بعد تعرضه لتغييرات عديدة، فقد دوره الأساسي كقاتل للشخصيات المدرّعة وأصبح إلى حد ما مضادًا للمهاجمين من الجوانب مع إمكانية أكبر في المسافات البعيدة. عندما تم إجراء هذه التحديثات، قال كابلان أنها كانت ضرورية لكي ينسجم المزيد من اللاعبين مع نظرتهم لدور مَكريّ، قائلًا: «نريد لمَكريّ أن يكون مضادًا لعدد من الأشخاص مثل ترَيسر وگينجي وريبَر. ما لا نحبه الآن هو الطريقة التي يمكن فيها لمَكريّ أن يمزق الشخصيات المدرّعة.»
يؤدي صوت مَكريّ ماثيو ميرسر.

### مَي (Mei)
مَي هي عالمة طقس ومغامِرة صينية. إنها تحمل ناسفًا ممتصًا للحرارة يستطيع تجميد الأعداء في مكانهم بإشعاع قصير المدى أو إطلاق قذيفة جليدية بعيدة المدى. لديها أيضًا القدرة على تجميد نفسها بداخل كتلة جليد صلبة لحماية نفسها من الضرر وتضميد جروحها، فضلًا عن القدرة على إقامة جدران جليدية صلبة متعددة الاستخدامات، أولها عرقلة الأعداء. مهارتها القصوى هي بليزارد (عاصفة ثلجية) Blizzard، والتي تستدعي طائرة شخصية بدون طيار لتغيير الطقس وتجميد الأعداء الواقعين في دائرة واسعة.
كانت مَي لينغ ژاو (周美灵) موظفة من قبل أوفرواتش للعثور على سبب تغير المناخ على كوكب الأرض، والذي كان يُلام بوجوه مختلفة على الصناعة وزيادة السكان الأومنييّن واستهلاك الموارد الطبيعية. خلال ابتعاثها إلى قاعدة أوفرواتش في القارة القطبية الجنوبية، علقت مَي مع علماء آخرين هناك بسبب عاصفة قطبية ألحقت الضرر بالمنشأة. نظرًا لنقص الموارد الكافية من أجل الصمود في انتظار للمنقذين، دخلت مَي مع الآخرين في حالة من الركود البارد. كانت مَي الناجية الوحيدة عندما عُثر عليها بعد قرابة عقد من الزمن. وبحلول ذلك الوقت، انفضّت منظمة أوفرواتش وتوقفت عن العمل جميع القواعد التي أنشئت لرصد أزمة المناخ. قررت مَي مواصلة العمل وحدها.
خلال مناسبة الأعياد لأوفرواتش عام 2016، أُضيف طور لعب جديد يتمحور حول مَي يدعى «هجوم مَي بكُرات الثلج» Mei's Snowball Offensive حيث يستخدم كل لاعب مَي. تُركت قدرتاها على إنتاج درع جليدي وإقامة جدران جليدية دون تغيير، ولكن استُبدل ناسفها بقاذفة كرات ثلج مفردة الطلقات من شأنها أن تقتل على الفور إن ضربت خصمًا غير محمي. يمكن إعادة تحميل الناسف من خلال العثور على بقعة ثلج تظهر بشكل عشوائي على الخريطة. مكنتها مهارتها القصوى من إطلاق ناسف كرات الثلج عدة مرات دون الحاجة لإعادة تحميله لفترة قصيرة من الزمن. بالإضافة إلى ذلك، ابتكرت بليزارد جلدًا أسطوريًا (أكثرها ندرة) جديدًا لمَي يمكن منحه خلال هذه المناسبة، والذي تضمّن إعادة تشكيل كتلتها الجليدية إلى رجل ثلج. انتقد اللاعبون اعتبار هذا الجلد أسطوريًا وعلّقوا بقولهم أنه ليس سوى إعادة تلوين لجلدها الأصلي مع نفخة قبعات وأداة. اعترف كابلان بوجود شكاوى، قائلًا: «نحن نتخذ قرارات حدسية وحسب استنادًا لما نظنه رائعًا. الروعة موضوعية جدًا وبناءً على ردة فعل المجتمع، فيبدو وأن مقياسنا في هذه الحالة كان منحرفًا.»
تؤدي صوت مَي ژانغ يو. كانت إحدى عناصر شخصية مَي أُلهمت عن غير قصد خلال جلسة تسجيل ليو من أجل اللعبة، حيث أخطأت المؤدية الصوتية في قراءة إحدى العبارات واعتذرت لكبير كتّاب بليزارد مايكل تشو ومهندس التسجيل قائلةً: «آسفة، آسفة، آسفة» بصوت مَي. اعتبر تشو هذه العبارة غاية في الروعة واستخدمها مع عبارات جديدة أخرى ليظهر صوت مَي بنبرة اعتذارية سواء بإخلاص أو بسخرية ردًا على أفعالها بداخل اللعبة.

### فرح (Pharah)
فرح هي ضابطة أمن مصرية. إنها ترتدي سترة قتالية بحزمة طائرة تدعى «رابتورا مارك السادس» وتحمل قاذفة صواريخ. لديها وشم واجيت (عين حورس) أسفل عينها اليمنى. قدراتها تتضمن كونْكَشِن بلاست (انفجار ارتجاجي) Concussion Blast، صاروخ يدفع الخصوم إلى الخلف من دون إحداث ضرر، وجَمب جَتس (قفزات طائرة) Jump Jets، ارتفاع عمودي سريع بمساعدة من الحزمة الطائرة مماثل لقفز الصواريخ. تسمح لها قدرتها الخاملة بالحوم في الهواء وتقترن بشكل جيد بقدرة جَمب جَتس. ومهارة فرح القصوى هي روكِت باراج (وابل الصواريخ) Rocket Barrage، تيار مستمر من قذائف جو-أرض صغيرة بينما هي ثابتة في مكانها.
فريحة عماري هي ابنة آنا عماري، إحدى الأعضاء المؤسسين لأوفرواتش. خدمت كضابط في الجيش المصري وطمحت إلى السير على خطى والدتها، ولكن انفضت أوفرواتش قبل أن تتمكن من الانضمام إلى صفوفها. بعد مغادرة الجيش، قبلت فرح وظيفةً مع شركة هيليكس سيكوريتي إنترناشونال، وهي شركة أمنية خاصة تعاقدت لحماية منشأة ذكاء اصطناعي تحت هضبة الجيزة.
فرح مهاجمة صلبة قادرة على الضغط باستمرار على فريق العدو. تسمح لها قاذفة الصواريخ بالحفاظ على نقاط الاختناق أو ضرم نار قاهرة على الأهداف سواء في الهجوم أو الدفاع، وخفتها العمودية تجعلها بعيدة عن متناول شخصيات تعتمد على القتال من مسافات قريبة. هجمة كونْكَشِن بلاست تشتت تشكيلات العدو، وفي أيدي اللاعبين المهرة تستطيع تسجيل عمليات قتل بيئية. تتلاءم فرح مع ميرسي، حيث تسمح قدرة غارديان أينجِل لهما بالطيران جنبًا إلى جنب مع بعضهما البعض. فرح سريعة التأثر ضد الشخصيات القابلة للضرب من مسافات بعيدة، خصوصًا من يملكون أسلحة تمسح الأهداف مثل ويدومَيكر ومَكريّ.
تؤدي صوت فرح جَن كون.

### ريبَر (Reaper)
ريبَر هو مرتزق وإرهابي أميركي وعضو مؤسس لأوفرواتش. إنه يرتدي معطفًا أسودًا ذو قلنسوة مع قناع جمجمة بيضاء ويحمل «بندقيتيّ نار جهنم» التوأمتين. قدراته هي شادو ستَب (خطوة الظلال) Shadow Step، وهي انتقال فوري على مسافة متوسطة حسب خط البصر، ورَيث فورم (هيئة الشبح) Wraith Form، وهي فترة قصيرة من المناعة ومضاعفة السرعة. إنه قادر على شفاء نفسه أيضًا من خلال استهلاك أرواح الأعداء الموتى، وهي مرئية على هيئة «كرات أرواح» حمراء تحترق على الأرض. قدرة ريبَر القصوى هي دَث بلوسوم (الموت المزهر) Death Blossom، وهي كاتا بندقيتين توأمتين تتسبب في أضرار جسيمة على دائرة قصيرة حوله.
وُلِد غابرييل رَيَيس في لوس أنجيليس وكان ضابطًا مخضرماً في القوات المسلحة الأميركية خضع لـ«برنامج تعزيز الجنود»، حيث تم تعزيزه وراثيًا مع مرشحين آخرين ليصبحوا «جنودًا مثاليين». عندما شكلت الأمم المتحدة أوفرواتش لمكافحة أزمة الأومنِك، كان رَيَيس أحد الرجلين الذَين تم اختيارهما من البرنامج للانضمام إلى المنظمة وكان اختير في البداية لقيادتها. ولكنه استُبعد عن القيادة لصالح صديقه جاك موريسون، مما أدى إلى خلاف بين الرجلين. لاحقًا سُميَ رَيَيس قائدًا لبلاكواتش، قسم أوفرواتش للعمليات السوداء، ولكن غيرته من موريسون (بسبب شعبية موريسون كزعيم أوفرواتش الرسمي مقابل معاملات رَيَيس السرية مع بلاكواتش) أدت في نهاية المطاف إلى كشف رَيَيس عن وجود بلاكواتش لعامة الناس، مما أدى للقضاء على المنظمتين وأدى إلى معركة دمرت مقر أوفرواتش في سويسرا. ويُعتقد أن كلا الرجلين قُتلا لكنهما نجا في الواقع، لكن خلايا رَيَيس تتحلل وتتجدد في آن واحد مما يجعل جسده ينهار ثم يعيد بناء نفسه مرارًا وتكرارًا.
عاد رَيَيس للظهور بعد سنوات تحت مسمى «ريبَر» (الحصّاد)، مرتزق غامض مسؤول عن هجمات إرهابية حول العالم بعد أن استهلكته الرغبة في الشهرة لدرجة أنه لم يعد يهتم بما كان معروفًا به في الماضي. وقد طوّر القدرة على سرقة جوهر الحياة من أعدائه وأصبح أيضًا شبحًا من دون لحم ودم لتجنب الضرر. هويته الحقيقية غير معروفة لسائر البشرية وكذلك دوافعه، ولكن نمط تحركاته يشير إلى أنه يطارد أعضاء أوفرواتش سابقين. يظهر ريبَر في شريط اللعبة الدعائي متعاونًا مع ويدومَيكر في غارة على متحف أوفرواتش لسرقة قفاز دومفِست من أجل منظمة تالون. كما يظهر في فيلم «الاستدعاء» Recall القصير، حيث أغار على مختبر وِنستُن في جبل طارق لسرقة نسخته من قائمة عملاء أوفرواتش، لكنه لم ينجح في ذلك.
ريبَر شخصية غدارة تنقضّ من الجوانب ويستطيع التنقل الفوري وراء خطوط العدو والهجوم من الخلف ويختلي بالأهداف المهمة قبل استخدام رَيث فورم للهرب. تصميمه المثير والمهدِد يجعله خيارًا شعبيًا للّاعبين الجدد، ولكن أسلوب لعبه يتطلب معرفة تخطيط الخريطة ليكون فعّالًا. قدرته على الشفاء عن طريق القتل تسمح له بالقضاء على عدة شخصيات ضعيفة على التوالي، لكن مقدار صحته ليس كبيرًا بما فيه الكفاية للتصدي للتهديدات الأقوى في حال المواجهة المباشرة. ريبَر سريع التأثر أثناء تنفيذ هجمة دَث بلوسوم، ولذا فإن استخدامها السليم يعتمد بشكل كبير على عنصر المفاجأة والقضاء على الأعداء بضررها الهائل قبل أن يتمكنوا من الرد.
يؤدي صوت ريبَر كيث فيرغسون.

### الجندي: 76 (Soldier: 76)
الجندي: 76 هو جندي أميركي تحول إلى مدافع عن العدالة وهو أحد مؤسسي أوفرواتش. إنه يرتدي قناع وجه مع خوذة واقية ويحمل بندقية نبض تجريبية مجهزة بقاذفة صواريخ من طراز «هيليكس» تحت المواسير. قدراته هي سبرينت (الجري) Sprint، وهي جري أمامي من دون حد زمني أو تباطؤ، وبايوتِك فيلد (المجال الحيوي) Biotic Field، جهاز قابل للنشر يجدد صحة الحلفاء القريبين من دائرته. مهارته القصوى هي تاكتِكَل ڤايزَر (القناع التكتيكي) Tactical Visor والتي تجعل بندقيته تتّبع الأعداء الذين هم على مرمى بصره تلقائيًا لمدة قصيرة، على غرار التصويب الآلي.
وُلِد جاك موريسون في ريف ولاية إنديانا والتحق بالجيش الأميركي عندما كان في الثامنة عشرة من عمره. أكسبتاه شجاعته وأخلاقيته المهنية انتباه «برنامج تعزيز الجنود» وانضم لاحقًا إلى أوفرواتش مع صديقه غابرييل رَيَيس. كما أدت جهوده في نجاح المنظمة لإنهاء أزمة الأومنِك إلى منحه قيادة فرقة العمل، مما تسبب في حدوث خلاف بينه وبين رَيَيس. بعد أن أصبحت أوفرواتش موضع انتقاد دولي نظرًا لادعاءات الفساد، وصلت التوترات بين الرجلين إلى حد صراع صريح أدى إلى تدمير مقر أوفرواتش. يُعتقد أن موريسون قُتل في الانفجار وقيل أنه دُفن في مقبرة آرلينغتون الوطنية.
ولكن بعد ست سنوات، عاد موريسون إلى الظهور تحت مسمى المدافع عن العدالة «الجندي: 76» (سولجَر: 76)، وأصبح محل اهتمام ومطاردة دولية واسعة بعد سلسلة من الهجمات ضد مرافق أوفرواتش السابقة، حيث سرق أسلحة وتقنيات متقدمة. إنه يخوض حربًا شخصية لاكتشاف الحقيقة وراء الأحداث التي أدت إلى سقوط أوفرواتش.
طوّر المدير الإبداعي لأوفرواتش كريس متزين شخصية الجندي: 76 في أوائل الألفية كجزء من مشاريع غير متعلقة بألعاب الفيديو بداخل بليزارد نقّحها لاحقًا لقصة مصورة ظهرت في مجلة «ديجيتال وَبِنغ بريزَنتس» عدد 16، نُشرت في يوليو 2004. وصف متزين خلفية الجندي: 76 هنا باعتباره واحدًا من مجموعة «جنود خارقين» أميركيين زُرعت فيهم رقائق إلكترونية صغيرة تمنحهم قدرات خارقة. اعتُقد أن الجندي: 76 قُتل في محاولة اغتيال ولكنه ما لبث وأن عثر على نفسه مهجورًا في أميركا الجنوبية من دون ذكريات عن ماضيه، ولم يعُد للولايات المتحدة إلّا بعد اندلاع حرب أهلية ثانية للمساعدة في إعادة النظام واكتشاف ماضيه. في حين أن أوفرواتش عدّلت تصميم متزين الأصلي، فإن نسخة اللعبة من الجندي: 76 لا تزال تحافظ على نفس نسق الألوان والسترة المستخدمة في القصة المصورة.
كان الجندي: 76 الشخصية الهجومية الأكثر شعبية خلال مرحلة البيتا المفتوحة للّعبة. كان يُنظر إليه على أنه «بوابة الأبطال» لمساعدة لاعبي ألعاب التصويب الحديثة على الانخراط في اللعبة بسهولة، ولكن تنوعه وسقف مهاراته العالي يجعلانه خيارًا جيدًا للّاعبين المخضرمين كذلك. كما هو قابل للأداء بشكل جيد في جميع الحالات تقريبًا كونه فعّالًا في جميع المسافات ويتحرك في جميع أنحاء ساحة المعركة ويستطيع شفاء نفسه وأعضاء فريقه. على الجانب السلبي، على عكس المهاجمين الآخرين، فهو يفتقر لتخصص مباشر وقدرته القصوى لها تأثير محتمل أقل في اللعبة. الأفضل إطلاق بندقيته النبضية على رشقات قصيرة من مسافة بعيدة والرشق التلقائي الكامل في المسافات القريبة لكي لا تتعثر دقته.
يؤدي صوت الجندي: 76 فرَد تاتاشور.

### سومبرا (Sombra)
سومبرا هي قرصان إنترنت (هاكر) ومتسللة مكسيكية. في سرد أوفرواتش القصصي، أصبحت سومبرا يتيمة في سن مبكرة لكنها سرعان ما اكتشفت موهبتها الطبيعية في قرصنة الإنترنت. استخدمتها في البداية عندما كانت جزءًا من عصابة «لوس مويرتوس» التي تحارب حكومةً مكسيكية فاسدة. على مر السنين، توسعت قرصنتها لتطال شركات وقوات عالمية أخرى وتمكنت من الحفاظ على سرية هويتها. ولكن انكشفت هويتها في نهاية المطاف من قبل منظمة غامضة أجبرتها على الاختفاء وتدمير جميع إثباتات وسجلات وجودها. طوَّرت جسدها بمرفقات سيبرانية لمساعدتها على الاختراق وانضمت للمنظمة الإجرامية تالون لاكتشاف هوية المنظمة التي فضحتها.
دور سومبرا هجومي بداخل اللعبة. إنها مجهزة برشاش منخفض الضرر ذو سعة عالية للقتال على مسافات قصيرة وقدرتها المميزة هي هاكِنغ (الاختراق) Hacking. لا يمكن للأعداء المخترَقين استخدام قدراتهم وتتعطل الأبراج المخترَقة ويعاود ظهور العِدَّات الصحية في وقت أسرع لكنها غير صالحة لاستعمال فريق العدو. كما تمتلك سومبرا قدرة ثيرموبتِك كامو (إخفاء حراري) Thermoptic Camo التي تمدها بفترة من الاختفاء مع سرعة مضاعفة وتستطيع إطلاق منارة ترانسلوكيتَر (ناقل مواقع) Translocator التي تمكنها من الانتقال الفوري في وقت لاحق. قدرتها الخاملة، أوبورتونِست (انتهازي) Opportunist، تمكنها من تتبع الأعداء ذوي الصحة المنخفضة حتى من خلال العقبات. مهارة سومبرا القصوى هي EMP (نبضة كهرومغناطيسية)، موجة مغناطيسية صادمة تخترق كل من حولها من الأعداء وتعطل حواجزهم ودروعهم.
أُدخلت سومبرا على أوفرواتش من خلال لعبة الواقع البديل ابتداءً من مرحلة بيتا المفتوحة للّعبة من أجل تقديم «فكرة بسيطة عمّن هي والقليل من شخصيتها قبل كشف النقاب عنها بالكامل»، وفقًا لكبير مصممي الأبطال في بليزارد جَف غودمان.
تؤدي صوت سومبرا كارولينا رَڤاسا.

### سيميترا (Symmetra)
سيميترا هي مهندسة معمارية هندية. إنها تحمل مسدسًا فوتونيًا يستطيع إما تسليط إشعاع طاقة مستمر على الأعداء على مسافات قصيرة أو شحن نفسه ليطلق كرة طاقة بطيئة الحركة في خط مستقيم. كما تستطيع إنشاء عدة أبراج حراسة صغيرة على الجدران والسقوف وإطلاق حاجز فوتوني بيضاوي بطيء الحركة لحماية أعضاء فريقها. سيميترا هي الشخصية الوحيدة التي تمتلك مهارتَين قصوتَين: تيليبورتر (الانتقال الفوري) Teleporter، والتي تنشئ نفقًا معوجًا مستمرًا بدءًا من نقطة تفرخ الفريق إلى موقعها الحالي، وشيلد جينيرَيتر (مولِّد الدروع) Shield Generator التي تبني عقدة طاقة توفر دروعًا إضافية لكل أعضاء الفريق الواقعين في نطاقها.
سيميترا هي الشخصية الأولى والوحيدة حاليًا التي خضعت لإعادة تصميم شاملة بعد إطلاق اللعبة. لم تكن تملك قدرتَي شيلد جينيرَيتر ولا الحاجز الفوتوني في بداية اللعبة، وبدلًا من ذلك كانت تستطيع منح أي عضو في فريقها على مرمى البصر درع طاقة شخصية. اعترف مطورو اللعبة أنها «أقل شخصية متعة في اللعب»، ويرجع ذلك جزئيًا إلى قلة تنوع أسلوب لعبها وكونه أشبه بالـ«العمل الروتيني» حيث تكمن الحاجة إلى إعادة تركيب الأبراج ومنح الحلفاء دروعًا. لاحظ المطورون أنها لا تُستخدم إلا في حالات معينة، مما يجعلها إحدى أقل الشخصيات لعبًا. أتى إصلاح قدراتها في رقعة ديسمبر 2016 لمعالجة هذه المشاكل وإضافة هاتين الميزتين لمجموعة قدراتها.
أنشأت شركة فيشكار، التي تتخذ من جنوب الهند مقرًا لها، تقنية ضوء صلب تسمح لها ببناء المدن ودربت نخبة من التقنيين المعماريين لثني الضوء الصلب إلى أي شكل يتطلبه الغرض. بهذه التقنية، بَنت الشركة مدينة «يوتَوبايا» التي أصبحت مقرًا لهم. واكتُشفت إمكانيات ساتيا فاسواني في سن مبكرة وانتقلت من الفقر إلى التدريب في أكاديمية التقنية المعمارية التابعة لفيشكار في يوتَوبايا. أصبحت واحدة من أفضل الطلاب في فئتها وجمعت بين تقنية ثني الضوء والرقصات التقليدية لموطنها. بعد تسميتها بـ«سيميترا»، أرسلتها فيشكار في مهمات سرية حول العالم للإشراف على مصالحها التجارية. أكد كابلان أن سيميترا تعتبر متوحدة بعد أن تتبع معجبو اللعبة أجزاءً من سرد أوفرواتش اعتقدوا أنها تلمح ذلك.
تؤدي صوت سيميترا أنجالي بيماني.

### توربيُرن (Torbjörn)
توربيُرن لِندهولم هو مهندس ومصمم أسلحة سويدي وأحد الأعضاء المؤسسين لأوفرواتش. درعه مجهز بكور حدادة متنقل ويحمل مسدس برشام ومطرقة حدادة. إنه يبني أبراجًا قابلة للتطوير ويوفر دروعًا مطورة لأعضاء فريقه لرفع مستوى صحتهم. مهارته القصوى هي مولتِن كور (لب منصهر) Molten Core التي تسخِّن كور حدادته الشخصي وترفع مستوى برجه وتضاعف سرعة بنائه للأبراج وإصلاحها، فضلًا عن إلحاق ضرر إضافي ورفع مستواه الدفاعي.
يعتقد توربيُرن لِندهولم أن التكنولوجيا يجب أن تخدم رؤية أفضل للبشرية، مما يضعه على خلاف مع أرباب عمله الذين أرادوا السيطرة على الأسلحة من خلال الذكاء الاصطناعي. أصبح خوفه العميق من الآلات الواعية واقعًا خلال أزمة الأومنِك، حيث تجاهله البعض في بدء الأمر واعتبروه جنون ارتياب، ثم جندته أوفرواتش. ثبت أن خبرته الهندسية لا تقدر بثمن في تحقيقٍ لهدف أوفرواتش بإنهاء أزمة الأومنِك. بعد انفضاض أوفرواتش، سُرقت أسلحته أو خُبِّئت ومضى توربيُرن لضمان أنها لا تُستخدم لإيذاء الأبرياء.
على الرغم من أن توربيُرن لم يكن أول شخصية ابتُكرت من أجل أوفرواتش، فإن تصميمه، والذي استهدف تجسير الفجوة بين لعبتي أوفرواتش وووركرافت، أصبح الأساس لكل تصاميم الأصول الأخرى للّعبة تقريبًا.
يؤدي صوت توربيُرن كيث سيلفرستين.

### ترَيسر (Tracer)
ترَيسر هي طيّارة ومغامِرة بريطانية. تستخدم مسدسيّ نبض مزدوجَين يطلقان نيران سريعة وهي مزودة بـ«مسرِّع زمني» يمنحها القدرة إما على التسارع إلى المستقبل (بلِنك أو«ومضة» Blink) أو العودة إلى ثلاث ثوان في الماضي (ريكول أو «استدعاء» Recall). مهارتها القصوى هي بَلْس بوم (قنبلة نبض) Pulse Bomb، وهي عبوة ناسفة تلتصق بالأعداء وتنفجر بعد تأخير وجيز لإحداث ضرر جسيم.
وُلدت لينا أوكستون في لندن بعد أحداث أزمة الأومنِك وأصبحت أصغر طيار تجريبي في برنامج الطيران التجريبي لأوفرواتش وتم اختيارها لاختبار «سلِبستريم»، طائرة مقاتلة استخدمت تقنية الانتقال الفوري. خلال رحلة الاختبار، تسبب عطل في اختفاء الطائرة وترَيسر معها وافتُرض أنها ماتت. ولكنها ظهرت مرة أخرى بعد أشهر تعاني من حالة تمنعها من الحفاظ على جسدها المادي وتتسبب في تلاشيها لعدة ساعات أو أيام في كل آونة. اكتُشف أن الحادث أدى إلى انعدام تزامن بين جزيئاتها والزمن، حالة سُميت في نهاية المطاف بـ«الانفصال الزمني». ابتكر العالِم الغوريلا المعزز وِنستُن المسرِّع الزمني لإعادة مزامنتها مع التدفق الطبيعي للوقت.
ترَيسر أول بطل طوِّر من أجل اللعبة واستُخدمت لاختبار آليات اللعب. كما تظهر ترَيسر في شريط اللعبة الدعائي متعاونة مع وِنستُن في محاولة لإيقاف ويدومَيكر وريبَر عن أخذ قفاز دومفِست. تظهر أيضًا في الفيلم القصير «على قيد الحياة» Alive وهي تحاول دون جدوى أن توقف ويدومَيكر عن اغتيال الراهب الأومنيّ تِخارثا مونداتّا في لندن. إضافة إلى ذلك، تظهر ترَيسر على غطاء اللعبة وهي بطل قابل للّعب في لعبة هيروز أوف ذا ستورم. كذلك أفصحت إحدى قصص أوفرواتش المصورة عن كونها مثلية.
تؤدي صوت ترَيسر كارا ثيوبولد.

### ويدومَيكر (Widowmaker)
ويدومَيكر هي قناصة وقاتلة مأجورة فرنسية. إنها تمتلك بندقية متعددة الاستخدام تطلق نارًا آلية على مسافة قريبة، ويمكن أن تتحول إلى بندقية قنص للقتل عن بُعد. كما أنها تستخدم خطافًا للوصول إلى الحواف العالية وألغامًا سامة لتعطيل الأعداء. مهارتها القصوى هي إنفراسايت (البصيرة) Infra-Sight التي تفعِّل قناعها الاستطلاعي لكشف جميع الأعداء من خلال الجدران لها ولأعضاء فريقها على غرار إستراتيجية الغش باختراق الجدران لرؤية الأعداء في ألعاب أخرى.
أميلي كانت راقصة باليه وزوجة جيرار لاكوا، عميل أوفرواتش المكلف بقيادة عمليات ضد المنظمة الإرهابية المعروفة باسم «تالون». عندما لم يستطع قَتَلَتُهم الاقتراب من لاكوا، اختطفوا أميلي وأعادوا برمجتها كعميل نائم. عثر عليها عملاء أوفرواتش وأعادوها إلى ديارها غير مدركين لما قد حدث معها. بعدها بأسبوعين، قتلت أميلي زوجها أثناء نومه. فور عودتها إلى تالون، تلقت تدريبات مكثفة في الفنون السرية وتغيرت فسيولوجيتها لإبطاء سرعة نبضات قلبها، مما حوّل لون جلدها إلى الأزرق. أصابت عملية التكييف ردود فعلها العاطفية بالشلل حيث لا تشعر بشيء سوى لذة القتل.
تظهر ويدومَيكر في المقدمة السينمائية للّعبة متعاونة مع ريبَر لسرقة قفاز دومفِست من متحف أوفرواتش. استخدم صبي زائر للمتحف القفاز ضدها. تظهر أيضًا في الفيلم القصير المتحرك «على قيد الحياة» في مهمة اغتيال الراهب الأومني تِخارثا مونداتّا المناصر للعلاقات البشرية-الأومنيّة السلمية.
كانت ويدومَيكر الشخصية الدفاعية الأكثر شعبية خلال مرحلة البيتا المفتوحة للّعبة.
تؤدي صوت ويدومَيكر كلَوي هولينغز.

## الأبطال المدرّعون

### ديڤا (D.Va)
ديڤا هي طيّارة مركبات آلية ولاعبة ألعاب فيديو محترفة سابقة كورية جنوبية. إنها تقود آلية قتالية مسلحة بمدفعين انشطاريين توأمين؛ سلاحان شبيهان بالبنادق لا يحتاجان لذخيرة أو إعادة تحميل. مركبتها الآلية مجهزة بمدفعين صاروخيين يمكِّناها من الطيران على دفعات قصيرة بالإضافة إلى مصفوفة دفاعية تقصف مقذوفات الخصوم في الهواء. مهارة ديڤا القصوى، سيلف-دِسترَكت (التدمير الذاتي) Self-Destruct، تحمِّل آليتها طاقة زائدة وتفجرها، مما يُحدث ضررًا بالغًا لكل الأعداء المحيطين بها في دائرة واسعة. إن دُمرت آليتها (سواء بالمهارة القصوى أو خلال المعركة)، تقذف ديڤا بنفسها من الآلة وتستمر في القتال سيرًا على القدمين مسلحةً بمسدس متوسط المدى حتى يمكن استدعاء آليتها مرة أخرى.
طوّر الجيش الكوري الجنوبي آليات قتال تلقائية لحماية مدنها من أومنيّ ضخم نهض من بحر الصين الشرقي. كلما تعلم الأومنيّ من معاركه مع الجيش الكوري الجنوبي، كلما استطاع تعطيل قدرات الآليات على التحكم من دون طيار، مما أجبر الجيش على اللجوء إلى طيارين بشريين. قرروا تجنيد لاعبي ألعاب الفيديو المحترفين الذين اعتقدوا أنهم يمتلكون المهارات اللازمة لقيادة آلياتهم. كانت هانا سونغ البطلة العالمية الحالية للعبة ستار كرافت 2 في ذلك الحين مع سمعة بكونها تلعب من أجل الفوز في جميع الحالات وعدم إظهارها الرحمة تجاه أي من خصومها. أصبحت منذ ذلك الحين رمزًا عالميًا وتبث فيديوهات مهماتها القتالية مباشرة عبر الإنترنت.
تؤدي صوت ديڤا شارلِت تشَنغ. كانت ديڤا خامس بطل أوفرواتش يُضاف إلى لعبة هيروز أوف ذا ستورم في مايو 2017 بعد فترة وجيزة من صدور التحديث 2.0.

### أوريسا (Orisa)
أوريسا هي أومنيّة ذات أربع أرجل تبلغ من العمر شهرًا واحدًا بَنتها نابغة الروبوتيات إيفي أولادَيلَي ذات الحادية عشر من العمر. أعيد بناؤها من حطام روبوت دفاع من طراز OR15 بعد هجمة دومفِست على مدينة نومباني، موطن إيفي التي طوّرت برمجيات أوريسا مؤكدةً أن السلامة العامة هي هدفها الأساسي. أضفت ترقيات إيفي هوية واعية للأومنيّة التي أسمتها أوريسا بناءً على رقم تعيينها. الاسم مستمد من كلمة «أوريشا»، وهي أرواح في الديانة اليوروبية بغرب إفريقيا.
تُعتبر أوريسا «قوة حفظ سلام ميكانيكية» مصمَّمة لحماية أعضاء فريقها أكثر من نفسها. اعتقد كابلان أن أوريسا ستُستخدم استراتيجيًا على غرار راينهارت باعتبارها «مرساة» للفريق المتقدم حيث يرتكز لعب الحلفاء حولها. سلاح أوريسا الأساسي هو المدفع الانشطاري Fusion Cannon، مدفع رشاشي بعيد المدى، وهجمتها النارية البديلة، توقف! !Halt، تطلق قذيفة بطيئة الحركة يمكن للّاعب أن يفجرها لجذب الأعداء القريبين نحو نقطة التفجير على غرار هجمة زاريا «غرافيتون سُرج». تستطيع إطلاق جهاز صغير ينشر حاجز طاقة مماثل لدرع راينهارت فور هبوطه ويمكن استخدامه للدفاعات الاستراتيجية. يستمر الحاجز حتى تهالك متانته من قبل نيران العدو أو إطلاق أوريسا لوحدة توليد دروع جديدة أو بعد مضي فترة على توليدها. كما يمكن لها تفعيل قدرة التحصين Fortify لمنع جميع أشكال السيطرة على الحشود ضدها خلال نشاط القدرة. مهارتها القصوى هي «سوبرتشارجر» (دفعة قوية) Supercharger، جهاز قابل للنشر يعطي أوريسا وأعضاء فريقها دفعة هجومية مماثلة للتي تعطيها ميرسي شريطة أن يكونوا على مرمى البصر، ولكن جهاز سوبرتشارجر ذاته من الممكن أن تدمره نيران العدو.
إلى جانب كونها بطل مدرّع ومرساة ثانية خلف راينهارت، جاء تصميم أوريسا كمحاولة لدفع حدود ما يمكن القيام به مع شخصية مؤنثة في اللعبة بإعطائها تصميم مدرّع بأربع أرجل وغيرها من الميزات. طوروا شخصيتها لتكون ما بين روبوكوب وغلادوس مع خبرة مخضرمين مثل الأومنييَّن زنياتا وباستيُن. ونظرًا لهذه العناصر المتفاوتة، وصل فريق التصميم إلى فكرة التعريف بإيفي لكي يكون تصميم أوريسا الغريب مبنيًا على عالم أوفرواتش من منظور طفل واسع الخيال.
كُشف الستار عن أوريسا، بطل اللعبة الرابع والعشرين، يوم 2 مارس 2017. على عكس البطل الذي قُدم سابقًا، سومبرا، والتي كانت محور لعبة واقع بديل مطولة تعرضت لبعض النقد السلبي، اختارت بليزارد أن تسوِّق لظهور أوريسا خلال حملات وسائل الإعلام الاجتماعية التشويقية لفترة أقصر والتعريف بشخصية إيفي والأحداث الجديدة في سرد أوفرواتش التي حصلت في نومباني قبل أسابيع قليلة من الكشف عن أوريسا. كانت أوريسا متاحة للاستخدام على خوادم الاختبار العامة بعد التعريف بها وأضيفت لكل منصات اللعبة يوم 21 مارس 2017، ولكن تأخر ظهورها في الطور التنافسي لمدة أسبوع لكي يتسنى للّاعبين الاعتياد على الشخصية الجديدة.
تؤدي صوت أوريسا شيريلّ سكِيت.

### راينهارت (Reinhardt)
راينهارت هو جندي ألماني وأحد الأعضاء المؤسسين لأوفرواتش. إنه يرتدي سترة ثقيلة مكونة من دروع مدعّمة ويحمل مطرقة حرب تغذيها الصواريخ. قدرته الأساسية هي حاجز ضوء صلب عريض يسمح له بحماية نفسه وأعضاء فريقه القابعين خلفه من نيران العدو. يستطيع أيضًا إطلاق قذيفة نارية تتجاهل حواجز العدو أو استخدام دفعة صاروخية للهجوم على خط الأعداء وسحقهم على الجدران. مهارته القصوى هي إرث شاتَر (تحطيم الأرض) Earthshatter التي تجعله يطرق مطرقته على الأرض وإرسال صدمة تشل الأعداء من أمامه.
راينهارت ويلهَلم هو جندي مخضرم وحامل أوسمة من الجيش الألماني من مدينة شتوتغارت يعيش تحت مبادئ شهامة الفرسان. كان خدم كجزء من فريق أوفرواتش الأصلي بامتياز واستمر في الخدمة حتى الخمسينات من عمره حيث تجعله مبادئه الأخلاقية وصراحته الحادة محل احترام الفريق. بعد إرغامه على التقاعد الإلزامي، اضطر راينهارت لمشاهدة انهيار أوفرواتش، لكنه رفض التخلي عن مبادئها عندما عاد العالم إلى حالة من الفوضى.
كان راينهارت الشخصية المدرّعة الأكثر شعبية خلال مرحلة البيتا المفتوحة للّعبة.
يؤدي صوت راينهارت دارِن دي بول.

### رَودهوغ (Roadhog)
رَودهوغ (اسمه الحقيقي مَيكو رَتلِدج) هو حارس جَنكرات الشخصي ومقاتل تابع له من جنسية مجهولة. عاش في مناطق أستراليا النائية في فترة ما بعد أزمة الأومنِك. وقد سمحت الحكومة الأسترالية للأومنييّن، في محاولة لإحلال السلام معهم، بحيازة الأومنيوم والأراضي المحيطة بها مما أدى إلى تشريد سكانها البشريين. شكل مَيكو وغيره من البشر الغاضبين جبهة التحرير الأسترالية للإضراب ضد الأومنيوم والأومنييّن المقيمين حوله. في نهاية المطاف، رفعت الجبهة جهد لب الانشطار مما أدى إلى دمار الأومنيوم وتحويل المناطق النائية إلى أراضٍ قاحلة مشعة وتشوه وجه مَيكو ببلاغة. ارتدى مَيكو قناعًا ومضى إلى الطرق السريعة على متن مركبته، متخليًا عن إنسانيته شيئًا فشيئًا حتى أصبح قاتلًا عديم الرحمة.
يحمل رَودهوغ مسدس خردة يطلق الشظايا إما على نمط إطلاق نار تلقائي متوسط المدى أو على نمط طلقات فردية بمسافات قصيرة. كما يحمل علبة أكسيد النيتروجين الثنائي للشفاء الذاتي ويوظف سلسلة ربط بخطاف من أجل سحب الخصوم البعيدين باتجاهه. مهارته القصوى، هول هوغ (خنزير كامل) Whole Hog، تسمح له بوضع مركبة تحميل فوقية في مسدس الخردة وإطلاق النار تلقائيًا بالكامل مع ارتداد أكبر وانتشار أوسع دون الحاجة لإعادة التحميل.
تعرض رَودهوغ لسلسلة من الإضعافات والتعزيزات منذ صدور أوفرواتش وأغلب التغييرات تتعلق باستخدام الخطاف لسحب الخصوم وإطلاق النار عليهم، حيث كان ذلك كافيًا لقتل معظم الشخصيات الأخرى حتى مع كمال مقدار صحتها. حاولت بليزارد تحقيق التوازن بشأن هذا التكتيك، ولكن تسبب ذلك في التقليل من قيمة رَودهوغ في طور اللعب التنافسي. بدءًا من أغسطس 2017، ستغير بليزارد إحصائيات رَودهوغ كل شهر لتتناوب بين نسخة معززة للشخصية وأخرى مضعّفة. أشارت بليزارد إلى أنها قد تطبق هذا النهج على شخصيات أخرى تصعب موازنتها.
يؤدي صوت رَودهوغ جوش بيترزدورف.

### وِنستُن (Winston)
وِنستُن هو شخصية مدرّعة، غوريلا مهندَس وراثيًا وعالِم ومغامر. إنه يحمل مدفع تسلا قصير المدى لا يتطلب التصويب ويرتدي درعًا يتضمن حزمة طائرة تسمح له بقفز مسافات بعيدة وإلحاق الضرر بالخصوم في حال هبوطه. يستطيع أيضًا توليد حاجز كروي مؤقت لحماية نفسه وأعضاء فريقه من نيران العدو. مهارة وِنستُن القصوى هي برايمَل رَيج (الغضب المتوحش) Primal Rage التي تجعله يخضع مؤقتًا لـ«الوحش الذي بداخله» للحصول على جرعة ضخمة من الطاقة وهجمات يدوية قوية مع الارتداد.
كان وِنستُن من بين مجموعة من غوريلّات المطورة تعيش في مستعمرة الأفق القمرية، وهي قاعدة بحثية على سطح القمر، التي تهدف إلى اختبار آثار العيش المطول في الفضاء. استوحى اسمه من معلمه ومربيه الدكتور هارولد وِنستُن، كبير علماء المستعمرة، والذي حصل أيضًا منه على نظارته الطبية المعروف بها. عندما انتفضت الغوريلّات وقتلت العلماء البشريين وسيطرت على المستعمرة، هرب وِنستُن إلى كوكب الأرض على متن صاروخ بناه بنفسه. انضم لاحقًا إلى أوفرواتش وعرض خبرته العلمية للفريق (مثل بناء مسرّع ترَيسر الزمني). عندما انفضّت أوفرواتش، مضى وِنستُن إلى العزلة في قاعدة أوفرواتش القديمة بجبل طارق.
يظهر وِنستُن في المقدمة السينمائية، بالإضافة إلى الفيلم المتحرك القصير «الاستدعاء». يعرض الفيلم القصير كيف اكتسب نظارته من الدكتور هارولد وِنستُن بالإضافة إلى التصدي لريبَر وعملاء تالون الذين يحاولون اختراق قاعدة بياناته لعملاء أوفرواتش.
يؤدي صوت وِنستُن كريسبين فريمان.

### ريكينغ بول (Wrecking Ball)
ريكينغ بول هو اسم الحلبة لهاموند Hammond، حيوان هامستر شديد الذكاء خبيرٌ في الميكانيكا. من المزمع صدور هذه الشخصية يوم 24 يوليو 2018.

### زاريا (Zarya)
زاريا هي حاملة أثقال وجندية مدرّعة روسية. إنها مسلحة بمدفع جزيئي إما يبعث شعاعًا مستمرًا من الطاقة أو يطلق قذيفة طاقة على هيئة قوس. تستطيع أيضًا توليد درع يحيط بنفسها أو بأحد أعضاء فريقها وامتصاص الضرر بهذه الدروع يرفع قوة هجماتها نسبيًا. مهارة زاريا القصوى، غرافيتون سُرج (الاندفاع الجاذبي) Graviton Surge، تبني بئر جاذبية تسحب الأعداء وتلحق بهم الضرر.
في خلفيتها الدرامية، كانت قرية ألكساندرا زاريانوفا في سيبريا على الخطوط الأمامية لأزمة الأومنِك التي دمرت المنطقة. ومع تقدمها في السن، أقسمت على اكتساب القوة لحماية شعبها ووطنها. أصبحت لاعبة كمال أجسام وحاملة أثقال، وتوقع منها كسر عدد من الأرقام القياسية في البطولات الدولية، ولكن استيقظ الأومنيوم النائم في سيبريا عشية البطولة وانسحبت من المنافسة للانضمام إلى قوات الدفاع المحلية.
في البداية، تصور الفنان آرنولد تسانغ هيئة زاريا بعد مشاهدة مسابقة لرفع الأثقال. لاحظ أن شكل جسد رافعي الأثقال غير اعتيادي، ولكن من شأنه أن يكوِّن بطلة مؤنثة قوية. كانت زاريا ثاني شخصية من أوفرواتش تُضاف إلى لعبة هيروز أوف ذا ستورم.
تؤدي صوت زاريا دوليا غافانسكي.

## أبطال الدعم

### آنا (Ana)
آنا هي صائدة جوائز مصرية وأحد الأعضاء المؤسسين لأوفرواتش. إنها تحمل بندقية حيوية محملة بسهام ذكية تلحق الضرر بالأعداء وتشفي الحلفاء بالإضافة إلى سلاح جانبي يطلق سهامًا منومة. كما أنها تحمل قنابل حيوية تعطل شفاء الأعداء وتعزز شفاء الحلفاء. مهارتها القصوى هي نانو بُوست (تعزيز النانو) Nano Boost التي تمنح تعزيزات لخواصهم الهجومية والدفاعية.
تنحدر آنا عماري من القاهرة وكانت تعتبر أفضل قناص في العالم وهرعت لدعم قوات الدفاع المصرية غير المستعدة خلال أزمة الأومنِك. أدت قدرتها على الرماية ومهارات اتخاذ القرارات إلى تجنيدها من قبل أوفرواتش وعملت لعدة سنوات كنائبة جاك موريسون خلال الصراع. حتى مع مسؤوليتها القيادية، رفضت آنا التخلي عن خوض المهمات القتالية. وبعد استمرار آنا في الخدمة حتى الخمسينات من عمرها، افتُرض أنها قُتلت على يد ويدومَيكر خلال عملية إنقاذ رهائن. عندما ترددت آنا في إطلاق الرصاصة القاتلة عندما أدركت أن هدفها كان في الواقع صديقتها أميلي لاكوا، أطلقت ويدومَيكر النار عليها خلال عدسة البندقية مدمرةً عينها اليمنى ثم شرعت في قتل الرهائن. على الرغم من نجاة آنا، سرعان ما انفضّت أوفرواتش. ابنتها فريحة التي خدمت في الجيش المصري وأملت أن تتبع خطى والدتها لاحقًا انضمت لشركة أمنية خاصة واتخذت اسم فرح. وفي البداية، اختارت آنا أن تبقى خارج القتال عندما تورط العالم في الصراعات، لكنا أدركت أنها لا تستطيع البقاء في الهامش وانضمت إلى المعركة مرة أخرى لحماية وطنها.
كانت آنا جزءًا من سرد أوفرواتش القصصي منذ ابتكار شخصية فرح، وفقًا لكبير كتّاب بليزارد مايكل تشو. أرادوا لوالديّ فرح أن يكونا شخصيتين مهمتين في مجموعة أوفرواتش التي ستلهم فرح وكانت آنا مرسخة في قصة فرح كقناص. عندما بدأت عملية العصف الذهني بشأن الأبطال الجدد القابلين للّعب، أُثيرت فكرة شخصية خيميائية، مما أدى إلى مبدأ شخصية «مطبِّبة داعمة قائمة على المهارات»، وفقًا لتشو. أدى ذلك للنظر في جعل آنا هذه الشخصية الجديدة القابلة للّعب، حيث أن مهارات القنص الداعمة تشكل نقيضًا لمهارات ويدومَيكر، الشخصية الموجودة سلفًا. كانت آنا أول شخصية تُضاف لأوفرواتش بعد إطلاقها وأُعلن عنها يوم 12 يوليو وتوفرت للّعب في مناطق الاختبار العامة في نفس اليوم، وأصبحت متوفرة للّعب في الحاسب الشخصي والمنصات يوم 19 يوليو 2016.
تؤدي صوت آنا عائشة سليم.

### بريغيت (Briggitte)
بريغيتَه لِندهولم هي مهندسة سويدية ومغامِرة ترتدي درعًا مدعّمة مشابهة لتلك التي يرتديها راينهارات. قدرتها الأساسية هي روكِت فْلَيل (صاروخ سائب) Rocket Flail التي تسمح لها بضرب بضعة أعداء على مسافات قريبة.
بريغيتَه هي أصغر أبناء توربيُرن لِندهولم، زعيم مهندسي أوفرواتش السابق. أعطاها اسمها عرّابها راينهارت ويلهَلم، الذي شعر توربيُرن وزوجته الحامل إنغرِد بأنهم مدينَين له بعد أن أنقذ راينهارت حياته خلال «عملية القبة البيضاء» في إسطنبول. خلال ترحالها مع راينهارت، كانت تعمل على إصلاح دروعه بين المعارك.
إنها تظهر في المجلتين المصورتين الرقميتين «قاتل التنين» (Dragon Slayer) و«تأملات».
تؤدي صوت بريغيتَه ماتيلدا سمَديوس.

### لوسيو (Lúcio)
لوسيو هو منسق أغانٍ برازيلي ومناضل من أجل الحرية. إنه يرتدي زلاجات متطورة تسمح له بالتزلج على الجدران وهو مسلح بمسدس مكبر للصوت يدفع الأعداء إلى الخلف بضربات صوتية. كذلك يستخدم الموسيقى إما لشفاء أعضاء فريقه أو مضاعفة سرعة حركتهم. مهارته القصوى، ساوند باريَر (حاجز الصوت) Sound Barrier، تمنحه هو وحلفاؤه القريبين دروعًا قوية مؤقتة.
ترعرع لوسيو كورَّيَا دوس سانتوس في ريو دي جانيرو خلال فترة الاضطرابات المالية الناجمة عن أزمة الأومنِك. لجأ إلى الموسيقى لرفع معنويات شعبه المحبط وقدم أداءات في الشوارع وحفلات الأحياء. عندما انتقلت شركة فيشكار الدولية إلى المدينة من أجل إعادة تطويرها، بدأت باتخاذ إجراءات صارمة ضد المواطنين بفرض حظر التجول واستغلالهم كعمالة رخيصة. انتفض لوسيو وسرق سلاح فيشكار صوتي واستخدمه ضدهم وشجع الناس على النهوض وطرد فيشكار من أحيائهم. أكسبته نزعته القيادية شهرةً عالمية وبدأ بالأداء في محافل مليئة حول العالم.
يؤدي صوت لوسيو جوني كروز.
أعلنت بليزارد في فبراير 2017 أن لوسيو سيُضاف كشخصية بطلة في هيروز أوف ذا ستورم حيث سيحافظ على قدرات الشفاء والدعم في تلك اللعبة.

### ميرسي (Mercy)
ميرسي هي طبيبة ميدانية ومستجيبة أولى سويسرية. إنها ترتدي سترة فالكيري مجنحة تسمح لها بالطيران سريعًا نحو أعضاء فريقها المستهدفين (غارديَن آينجِل «الملاك الحارس» Guardian Angel) وإبطاء هبوطها في حال سقوطها (آنجَلِك دِسَنت «الهبوط الملائكي» Angelic Descent). كما تحمل صولجان هرمس الذي يشفي أعضاء فريقها أو يضاعف الضرر الذي يلحقونه بخصومهم ومسدس قادوسيوس متوسط المدى كسلاح جانبي. قدرة رَزَرَكت (إحياء) Resurrect تسمح لها بإحياء أحد أعضاء فريقها الموتى على الفور. مهارتها القصوى هي فالكيري التي تضاعف مضاعفات قدرتيها الشفائية والهجومية وتُحسَّن معدَّل إطلاقها للنار وفترة تباطؤ قدرة رَزَرَكت كما تمُدُّها بذخيرة غير محدودة لمدة قصيرة.
كانت أنجيلا زيغلر رئيسة قسم الجراحة في مستشفى سويسري عندما طورت تقنية نانو متخصصة لعلاج الجروح. لفت عملها انتباه أوفرواتش التي جندتها ككبيرة باحثيها الطبيين. سترة الفالكيري التي ترتديها من تصميمها الخاص. عندما انفضّت أوفرواتش، كرست نفسها لمساعدة الذين تأثروا بعقود من الصراعات العالمية.
كانت ميرسي شخصية الدعم الأكثر شعبية خلال مرحلة البيتا المفتوحة للّعبة.
تؤدي صوت ميرسي لوسي بول.

### مويرا (Moira)
مويرا (اسمها الكامل مويرا أودَيران) هي عالمة جينات أيرلندية منخرطة مع منظمة تالون. وصف المنتج التنفيذي لأوفرواتش جيف كابلان مويرا كبطلة «هجينة»؛ مع أنها مصنفة كمطببة، فلا تزال تملك قدرات تسمح لها بإلحاق ضرر بليغ بالخصوم. سلاحها الأساسي هو بايوتِك غراسب (القبضة الحيوية) Biotic Grasp، حيث تستخدم طاقة حيوية لإحياء حلفائها من خلال حقل مخروطي يمتد أمامها. تُستَمدُّ الطاقة الحيوية عن طريق تطبيق القبضة على الخصوم لامتصاص طاقتهم من خلال مخروط مماثل. من ضمن قدراتها فَيد (تلاشي) Fade، التي تسمح لها بالانتقال الفوري لمسافة قصيرة وبايوتِك أورب (الكرة الحيوية) Biotic Orb، وهي كرة مرتدّة تبعث أثرين مختلفين حسب استخدام اللاعب لها: شفاء الحلفاء الذين تلمسهم الكرة أو إلحاق الضرر بالخصوم التي تلمسهم الكرة. مهارتها القصوى هي كوالَسَنس (تلاحم) Coalescence، إشعاع يشفي جميع حلفائها ويلحق الضرر بالخصوم الواقعين أمامه ويخترق أي دروع قد تقف في وجهه.
تؤدي صوت مويرا جينيفيف أورايلي.

### زنياتا (Zenyatta)
زنياتا هو راهب ورحالة أومنيّ. بدلًا من التحرك على الأقدام، فإنه يطفو فوق الأرض في جلسة تأملية. إنه محاط بدائرة من الكرات المعدنية العائمة (تشبه السبحات) التي يمكن أن يستخدمها لإطلاق هجمات طاقة تُلحق الضرر بالخصوم إما واحدة تلو الأخرى أو من خلال طلقة واحدة مشحونة. يستطيع أيضًا إلقاء هذه الكرات على أعضاء فريقه ككرات الانسجام Harmony Orbs لتجديد صحتهم أو على الأعداء ككرات الشقاق Discord Orbs التي تخفض دفاعاتهم. مهارته القصوى هي ترانسَندَنس (الاستعلاء) Transcendence التي تجعله منيعًا لفترة مؤقتة وتطبق تأثيرًا تجدديًا ضخمًا في دائرة كبيرة حوله.
كانت ينتمى زنياتا إلى «الشامبالي»، جماعة من الرهبان الأومنييّن استقرت في دير عميق بداخل جبال هيمالايا شمال نيبال بعد أن شهدوا «صحوة روحية» أدت بهم للاعتقاد بأن الأومنييّن يمتلكون أرواحًا مثل البشر. سعى زعيمهم تِخارثا مونداتّا إلى التئام الخلافات بين البشر والأومنييّن وجعلهم في وئام اجتماعي من خلال نشر رسالتهم السلمية في التجمعات العامة (التي أسفرت واحدة منها عن اغتيال مونداتّا من قبل ويدومَيكر في لندن). اختلف زنياتا مع هذا النهج معتقدًا بأن التعامل المباشر مع البشر والتواصل معهم بشكل شخصي فقط هو ما سيسد الفجوة بين الإنسان والآلة. غادر دير الشامبالي وتجول حول العالم سعيًا لمساعدة من يلتقيهم على إيجاد السلام الداخلي (كلقائه مع المحارب السايبورغ گينجي).
يؤدي صوت زنياتا فيودور تشِن.

## الشخصيات غير اللاعبة
فيما يلي شخصيات تظهر في وسائط أوفرواتش الأخرى.

### أثينا (Athena)
أثينا هي الذكاء الاصطناعي الشخصي لوِنستُن والتي تُشرف على علاماته الحيوية وتتبع تحركات جميع عملاء أوفرواتش السابقين. استطاعت هي ووِنستُن معًا تفعيل نظام الاستدعاء الذي اتصل بجميع العملاء في بداية أزمة الأومنِك الثانية التي بدأت سلسلة أحداث اللعبة. إنها أيضًا مذيعة اللعبة.
تؤدي صوت أثينا إيفلين دوا.

### إيميلي (Emily)
إيميلي هي حبيبة ترَيسر. إنها امرأة إنكليزية تعيش في لندن وقضت فترة الأعياد مع ترَيسر ووِنستُن. ظهرت للمرة الأولى في القصة المصورة بعنوان «تأملات» (Reflections)، حيث تتبضع ترَيسر من أجل شراء هدية لإيميلي بمناسبة عيد الميلاد.
أشار النقاد أن ظهور إيميلي أكد أن ترَيسر أول الشخصيات الشادْة في اللعبة.

### هالفرِد غلِتشبوت (Hal-Fred Glitchbot)
هالفرِد غلِتشبوت هو مخرج أفلام أومنيّ شهير معروف بأعماله مثل جاؤوا من وراء القمر. إنه يتعرض لتحامل كبير من المجتمع كونه أومنيًّا، من ضمنها تعرضه لمحاولات اغتيال عدة. في خريطة هوليوود، يجب على الفريق الهجومي اصطحاب سيارته الليموزين إلى مقطورته بينما يحاول فريق الدفاع إيقافهم. إنه أيضًا معروف بإلقائه بالشتائم على اللاعبين، والتي تختلف اعتمادًا على الشخصيات التي يُلعب بها.
اسمه تلاعب لفظي باسم المخرج الحقيقي الشهير ألفريد هتشكوك والحاسب الآلي هال 9000 من فيلم 2001: ملحمة الفضاء الذي صدر عام 1968.

### لياو (Liao)
لياو هو أحد الأعضاء المؤسسين لأوفرواتش مع جاك موريسون وغابرييل رَيَيس وآنا عماري وتوربيُرن لِندهولم وراينهارت ويلهَلم. لا يُعرف الكثير عنه غير ذلك سوى أن لياو هو الوحيد منهم الذي لا يُعرف مصيره.

### تِخارثا مونداتّا (Tekhartha Mondatta)
تِخارثا مونداتّا كان راهبًا أومنيًّا وزعيم الشامبالي. في السنوات التي أعقبت أزمة الأومنِك، تخلى مونداتّا وعدد من الأومنييّن الآخرين عن حياتهم المبرمجة مسبقًا واستقروا في دير جماعي في نيبال حيث تأملوا في طبيعة الوجود وخلصوا إلى أنهم كانوا أكثر من مجرد «اصطناعيين» - بل إنهم يمتلكون أرواحهم الخاصة تمامًا مثل البشر. كان مونداتّا رائدًا في الدعوة للسلام بين البشر والأومنييّن وشفاء الجروح بعد أزمة الأومنِك وسافر حول العالم لنشر رسالته. اغتالت ويدومَيكر مونداتّا خلال تجمع في لندن على الرغم من الوجود الأمني المكثف وجهود ترَيسر الحثيثة. في خريطة كينغز رَو، يقف تمثالًا له وهو يُمسك بيد طفل بشري بالقرب من المكان الذي قُتل فيه.
اسما مونداتّا وزنياتا مستوحان من ألبوم زنياتا مونداتّا الذي صدر عام 1980 لفرقة الروك الإنكليزية ذا بوليس.

### إيفي أولادَيلَي (Efi Oladele)
إيفي أولادَيلَي هي عالِمة ومخترعة تبلغ من العمر 11 عامًا من منطقة نومباني. بعد أن أعطاها والداها عدة روبوتية، أصبحت مهتمة في علم الروبوتيات والذكاء الاصطناعي. شهدت إيفي هجمة دومفِست على نومباني التي ألحقت الضرر بالعديد من الأومنييّن الدفاعيين من طراز OR15 واستلهمت من هذا الحدث استخدام مهاراتها لبناء أوريسا من إحدى وحدات OR15 العاطلة. أتى التعريف بأوريسا كشخصية قابلة للّعب في فبراير 2017 بعد التعريف بسيرة إيفي على وسائل الإعلام الاجتماعية المرتبطة بأوفرواتش.

### كاتيا فولسكايا (Katya Volskaya)
كاتيا فولسكايا هي الرئيس التنفيذي وزعيمة «صناعات فولسكايا»، شركة روبوتيات تهدف إلى إنهاء حياة الأومنييّن.
شوهدت فولسكايا للمرة الأولى في الفيلم المتحرك القصير «تسلل» Infiltration حيث كانت عرضة للاغتيال من قبل سومبرا وريبَر وويدومَيكر. ولكن عوضًا عن ذلك، اخترقت سومبرا أجهزة الإنذار ونسّقت الظروف التي ضمنت سلامتها. بعدها كشفت سومبرا، عندما واجهت فولسكايا، أن لديها معلومات تفيد بأن التقنية التي تستخدمها في آلياتها كانت في الواقع أومنيّة منذ البداية. ابتزت سومبرا فولسكايا وبالمقابل أبقتها على قيد الحياة.
في المشهد الأخير، نرى فولسكايا تستأجر خدمات زاريا من أجل قتل سومبرا.

### الدكتور هارولد وِنستُن (Dr. Harold Winston)
الدكتور هارولد وِنستُن كان كبير العلماء في مستعمرة الأفق القمرية، قاعدة بحثية على سطح القمر حيث أقامت مجموعة من الغوريلات المهندَسة وراثيًا لاختبار الآثار طويلة الأجل للمعيشة في الفضاء. وجه هارولد اهتمامه الخاص نحو غوريلا صغير أبدى فضولًا عظيمًا نحو العالم من حوله، بدءًا بسرقة نظارات هارولد لأنه يعتقد أنه سيكون هناك المزيد لرؤيته. عرض هارولد للغوريلا الصغير منظرًا للأرض وقدم له نصيحة تذكرها بعد سنوات: «لا تقبل العالم كما يبدو. فلتجرؤ على رؤيته لما قد يكون.»
عندما تمردت الغوريلات الأخرى على قاعدة القمر، قُتل هارولد والعلماء البشريون الآخرون؛ اتخذ النابغة اسم «وِنستُن» تكريمًا لمعلمه القتيل وهرب إلى الأرض على متن صاروخ بناه من العدم. حافظ وِنستُن على نظارات هارولد وصورة لهما الاثنين في مستعمرة الأفق.

### بالدَرِخ ڤون آدلر (Balderich von Adler)
الجنرال بالدَرِخ ڤون آدلر كان قائد «الصليبيين» (ذا كروسَيدرز) The Crusaders، وهي وحدة شبه عسكرية ألمانية تتألف من محاربين مدرّعين يحملون المطارق كان راينهارت عضوًا فيها قبل انضمامه لأوفرواتش. خلال أزمة الأومنِك، قاد بالدَرِخ ثلة من نخبة جنوده الصليبيين إلى مسقط رأسه قرية آيخِنڤالدَه، بالقرب من مدينة شتوتغارت، من أجل تطويق قوات الأومنيّين بما فيه الكفاية لكي يتمكن الجيش الألماني من الضغط عليهم والهجوم. تكللت تلك الجهود بالنجاح ولكن في النهاية سقط الصليبيون أمام نيران الأومنيّين المتفوقة. سرعان ما هُجرت القرية ودُفِنت رفات بالدَرِخ في القاعة الكبرى لقلعة آيخِنڤالدَه.
ظهر بالدَرِخ لبرهة في ارتجاع فني في الفيلم المتحرك القصير «باستيُن الأخير» وهو يقاتل جيشًا مكونًا من وحدات باستيُن خارج حدود شتوتغارت مستخدمًا درعه للدفاع عن الجنود المصابين. كما يظهر جثمانه في خريطة آيخِنڤالدَه حيث يجب على الفريق المهاجم مرافقة آلة ضرب إلى أسوار قلعة آيخِنڤالدَه من أجل استرداد رفاته. أيضًا لدى راينهارت جلدتين أسطوريتين مبنيتين على درع بالدَرِخ، إحداها في مظهرها الطبيعي والأخرى متضخمة بشجيرات.

### ملكة الخردة (The Junker Queen)
ملكة الخردة (ذا جَنكر كوين) هي زعيمة المعسكر المؤقت الذي يدعى «جَنكرتاون» الواقع في مكان ما في أستراليا. أُعطيَت ملكة الخردة عدة عبارات صوتية وهي تروي فيديو الكشف عن خريطة جَنكرتاون التي صدرت في أغسطس 2017 وتظهر على ملصقات في مختلف أنحاء الخريطة ذاتها. لقد أبدت عداءً تجاه جَنكرات ورَودهوغ، حيث أمرت حراسها بإطلاق النار عليهما فور ظهورهما. مع قلة المعلومات التي تدور حولها، فقد حظت الشخصية بإعجاب لاعبي أوفرواتش على نحو سريع والبعض يأمل بالكشف عنها كبطل قابل للّعب ( تم إطلاقها كبطل قابل للّعب في الوقت الحالي ).